# Římskokatolická farnost Bořejov
Římskokatolická farnost Bořejov (lat. Borzimium) je církevní správní jednotka sdružující římské katolíky na území vesnice Bořejov a v jejím okolí. Organizačně spadá do českolipského vikariátu, který je jedním z 10 vikariátů litoměřické diecéze. Centrem farnosti je kostel sv. Jakuba Staršího v Bořejově. Od roku 1946 farnost není obsazována knězem, který by v ní trvale sídlil.

## Historie farnosti
Farní správa je v Bořejově prvně doložena rejstříkem papežských desátků (Registra decimarum papalium) k roku 1352. Za husitských válek farnost zanikla, a Bořejov se stal filiálkou farnosti Bezděz, později farnosti Kruh. V roce 1725 byla zřízena opět samostatná farnost Bořejov. Matriky jsou v místě vedeny od roku 1699. Sídelní kněz zde byl do roku 1946, poté začali duchovní správu vykonávat administrátoři excurrendo z far v okolí (např. Václav Červinka z Dubé, či Jaroslav Macoun z Jestřebí). V roce 2020 farnost administruje farář z Bělé pod Bezdězem.

### Duchovní správcové vedoucí farnost
Začátek působnosti jmenovaného v duchovní správě farnosti od:
- 1358 Petr Martin, do r. 1361
- Jan Kunzlin, do r. 1363
- 1363 Václav, syn Macháče z Dubé
- 1377 Svach Jan, † 1427
- 1427 Havel
- 1725 Ignác Antonín Jungmann
- 1749 František Xaver Senger
- 1780 Georg Zimmerhackel, † 15. 8. 1800
- 1783 Wenceslaus Franciscus Hacke, † 20. 7. 1792 Bořejov
- 1792 Josef Scholze
- 1798 Josef Hocke
- 1805 Fr. Solanus Ringel OFMCap
- (1813)-1814 Ignác Schäfer
- od r. 1814 Josef Oppelt
- 1855 Josef Roth
- 1859 farnost neobsazena
- 1866 Wilhelm Seifert
- 1877 Tomáš Mlynář
- 1904 Erasmus Otakar Rybák
- 1933 Michael Raab
- 1944 P. Siegt, admin.
- 1945 Michael Raab
- 1946 Karel Petržílek, admin. exc. z Dubé
- 1951 Václav Červinka, admin. exc. z Dubé
- 1952 Jan Železník, admin. exc. z Bezdědic
- 1952 Václav Červinka, admin. exc. z Dubé
- 1954 František Kobr, admin. exc. z Bezdědic
- 1961 Václav Marvan, admin. exc. z Doks
- 1984 Leopold Dvořáček, admin. exc. z Doks
- 1989 Václav Tschulik, admin. exc. z Jestřebí
- 1992 Jaroslav Macoun, admin. exc. z Jestřebí
- 2001 Jan Nepomuk Jiřiště, admin. exc. z Bělé pod Bezdězem[3]
- 10. 12. 2013 Stanislav Přibyl, CSsR, admin. exc. z Litoměřic
- 1. 2. 2014 Kamil Škoda, admin. exc. z Bělé pod Bezdězem
  - 1. 7. 2015 Luděk Téra, trvalá jáhenská služba[4]

Kromě kněží stojících v čele farnosti, působili ve farnosti v průběhu její historie i jiní kněží. Většinou pracovali jako farní vikáři, kaplani, katecheté, výpomocní duchovní aj.

## Území farnosti
Do farnosti náleží území těchto obcí:
- Bořejov (Bořim, Borschim[p 2])
- Blatce (Grossblatzen[p 2])
- Blatečky (Klein Blatzen)
- Houska (Hauska[p 2])
- Korce (Kortschen[p 2])
- Plešivec (Kahlenberg[p 2])
- Tubož (Dubus[p 2])
- Vlkov (Wlkow[p 2])
- Ždírec (Siertsch[p 2])
- Ždírecký Důl (Siertscher Grund[p 2])

## Římskokatolické sakrální stavby na území farnosti
| | Fotografie     | Stavba                     | Místo          | Bohoslužby                      | Zeměpisné souřadnice             | Status           | Číslo kulturní památky                       |
| Kostel a kaple | Kostel a kaple | Kostel a kaple             | Kostel a kaple | Kostel a kaple                  | Kostel a kaple                   | Kostel a kaple   | Kostel a kaple                               |
| --- | -------------- | -------------------------- | -------------- | ------------------------------- | -------------------------------- | ---------------- | -------------------------------------------- |
| 1. |                | Kostel sv. Jakuba Staršího | Bořejov        | bližší informace o bohoslužbách | 50°30′33″ s. š., 14°37′8″ v. d.  | farní kostel     | 41622/5-3484 (Pk•MIS•Sez•Obr•WD) (Q12030748) |
| 2. |                | Kaple Nejsvětější Trojice  | Houska         | bohoslužby pouze příležitostně  | 50°29′17″ s. š., 14°37′56″ v. d. | výklenková kaple | (Q19800582)                                  |
| Některé drobné sakrální stavby a pamětihodnosti lze dohledat zde v databázi Drobné sakrální památky Zaniklé sakrální stavby lze dohledat zde v databázi Poškozené a zničené kostely, kaple a synagogy v České republice |                |                            |                |                                 |                                  |                  |                                              |

Ve farnosti se mohou nacházet i další drobné sakrální stavby, místa římskokatolického kultu a pamětihodnosti, které neobsahuje tato tabulka. Patří mezi ně Ždírec s obecní kaplí, Houska s kaplí na hradě, Blatce s kaplí Nejsvětější Trojice aj.

## Příslušnost k farnímu obvodu
Z důvodu efektivity duchovní správy byl vytvořen farní obvod (kolatura) farnosti Bělá pod Bezdězem ve vikariátu mladoboleslavském, jehož součástí je i farnost Bořejov, která je tak spravována excurrendo. Přehled těchto kolatur je v tabulce farních obvodů českolipského vikariátu.